# Jakov Jelašić
Jakov Jelašić (Srijemski Karlovci, 1896. – Zagreb, 12. ožujka 1938.), bio je hrvatski političar. Bio je hrvatski narodni zastupnik i tajnik političke pisarne dra Mačeka. Po struci je bio učitelj i pedagog.

## Životopis
Rodio se je 1896. u Srijemskim Karlovcima. Završio je učiteljsku i višu pedagošku školu. Službovao je na pučkoj školi u Šiškovcima, u vinkovačkom kotaru, na građanskoj školi u
Gospiću i Karlobagu. 
1927. bio je izabran za narodnog zastupnika Hrvatske seljačke stranke u Ludbregu. Za vrijeme Živkovićeve diktature zatvorila ga je zagrebačka policije, kojom je onda upravljao Janko Bedeković. Odandje je predan je sudu za zaštitu države u Beogradu. Bio je osuđen na tri godine tamnice i postao mitrovački robijaš. Robija je ostavila traga na njegovu zdravlju i od onda nikad se nije u potpunosti izliječio. Stoga ga se s pravom smatra političkim borcem i hrvatskom narodnom žrtvom. 
Od 1935. je godine postao dušom hrvatskog političkoga gibanja i neumorni suradnik hrvatskog vođe dr Mačka. 
Umro je u Zagrebu u Merkurovu sanatoriju. Pokopan je uz počasti 14. ožujka na Mirogoju.
Priređen mu je veličanstven sprovod. Počast su mu odali dr Maček, dr Ante Trumbić te mnoštvo ostalih hrvatskih narodnih zastupnika, predstavnika kotarskih organizacija HSS-a te još desetci tisuća ljudi. U pogrebnoj je povorci ispred pogrebnih kola išlo 30 vijenaca. U ime hrvatskog narodnog zastupstva, nad Jelašićevim otvorenim grobom od Jelašića su se oprostili ing. August Košutić, u ime SDS Sava Kosanović, u ime Gospodarske i Seljačke sloge nar. zastupnik F. Novosel, a u ime mitrovačkih robijaša prvak Zemljoradničke stranke Dragoljub Jovanović.